# Кастетс, Люси
Люси Кастетс (фр. Lucie Castets; род. 3 марта 1987, Кан) — французский политик. В 2024 году была выдвинута кандидатом левой коалиции Новый народный фронт на пост премьер-министра Франции.

## Биография
Кастетс родилась в марте 1987 года в Кане, где проживала до 18 лет. Затем она переехала в Париж для учёбы в лицее Людовика Великого, а затем изучала политическую экономику и публичное право в Институте политических исследований, где она получила степень магистра. В 2013 году Кастетс окончила Национальную школу администрации.

## Карьера
Люси Кастетс начала свою карьеру на государственной службе Франции в 2007 году, став помощником атташе по культуре в Генеральном консульстве Франции в Шанхае. Она начала сотрудничать со Всемирным банком в 2011 году, работая над проектами, связанными с финансовыми расследованиями. В 2014 году она работала в Министерстве экономики и финансов, а затем стала правительственным уполномоченным в центральном бюро тарификации.
В период с 2018 по 2020 год Кастетс возглавляла отдел в управлении разведки и противодействия подпольным финансовым схемам Министерства экономики и финансов. В 2020 году Кастетс присоединилась к администрации мэра Парижа Анн Идальго, став советником по экономическим вопросам. В октябре 2023 года Идальго назначила её директором по финансам и закупкам.
В 2008—2011 годах Кастетс была членом Социалистической партии. Кастетс впервые занялась выборной политикой после выдвижения кандидатом от Социалистической партии на региональных выборах 2015 года в Нормандии, но не была избрана. Кастетс покинула Социалистическую партию в 2011 году из-за разногласий с избранным для неё политическим направлением.
В июле 2024 года Кастетс была выдвинута Новым народным фронтом в качестве кандидата на пост премьер-министра Франции после парламентских выборов 2024 года. После своего выдвижения Кастетс заявила, что её главными целями являются отмена пенсионной реформы Эмманюэля Макрона, налоговая реформа и повышение покупательной способности за счёт повышения зарплат и социальных выплат.
После её выдвижения Макрон отказался назначить её на этот пост, заявив, что не будет принимать никаких решений до окончания летних Олимпийских игр 2024 года. В ответ Кастетс заявила, что потенциальное формирование правительства было бы невозможно из-за глубоких разногласий между двумя коалициями, и призвала Макрона принять её кандидатуру.

## Личная жизнь
6 августа 2024 года в интервью Paris Match Люси Кастетс сообщила, что состоит в браке с женщиной, и они вместе воспитывают ребёнка, которому на момент интервью было два с половиной года.